# Norman Finkelstein
Norman Gary Finkelstein (Nueva York, 8 de diciembre de 1953) es un experto en ciencia política y autor estadounidense, especializado en asuntos relacionados con el judaísmo, Israel y el sionismo, y con el conflicto palestino israelí en particular.
Graduado por la Binghamton University, se doctoró (Ph.D) en ciencia política por la Universidad de Princeton. Ha escalado todas las posiciones académicas en el Brooklyn College, Rutgers University, Hunter College, New York University, y más recientemente, DePaul University, en la que fue profesor asistente desde 2001 a 2007.

## Trasfondo personal y educación
Finkelstein ha escrito sobre las experiencias de sus padres durante la Segunda Guerra Mundial (1939-1945). Su madre, Maryla Husyt Finkelstein, creció en Varsovia (Polonia) y sobrevivió al Gueto de Varsovia, al campo de concentración de Majdanek y a dos campos de trabajo. Su primer marido murió en la guerra. Consideró que el día de su liberación fue el día más horrible de su vida, porque se dio cuenta de que estaba sola en la vida, ya que ninguno de sus familiares había logrado sobrevivir a las penurias del gueto.
El padre de Norman, Zacharias Finkelstein, fue un superviviente tanto del Gueto de Varsovia como del campo de concentración de Auschwitz.
Finkelstein creció en Nueva York. En sus memorias de próxima aparición, Finkelstein registra que cuando era joven se identificó profundamente con la indignación que su madre (testigo de las atrocidades genocidas de la Segunda Guerra Mundial), sentía con la carnicería provocada por Estados Unidos en Vietnam. Según admite, la internalización de la indignación de su madre, lo volvió «insoportable» cuando hablaba de la Guerra de Vietnam y lo impregnó en ese tiempo de una actitud de superioridad moral de la que ahora se arrepiente. Pero Finkelstein considera que su apropiación del punto de vista de su madre —su rechazo a dejar de lado la indignación moral para poder seguir viviendo— es una virtud. Posteriormente, sus lecturas de Noam Chomsky jugaron un papel fundamental para adaptar la pasión legada por su madre a la necesidad de mantener el rigor intelectual en la búsqueda de la verdad.

Solo varios años después, tras leer a Noam Chomsky, entendí que era posible unir rigor académico con indignación moral mordaz; que el argumento inteligente no tenía por qué ser intelectualizante.
Norman Finkelstein

Completó sus estudios de pregrado en la Binghamton University en Nueva York en 1974, después de lo cual estudió en la École Pratique des Hautes Études (en París). Obtuvo su maestría en Ciencia Política por la Princeton University en 1980, y más tarde su doctorado en estudios políticos, también en Princeton. Finkelstein escribió su tesis doctoral sobre el sionismo, y desde ese momento atrajo sobre sí la controversia, que comprometió su carrera académica universitaria.
Antes de obtener un empleo académico, Finkelstein fue trabajador social a tiempo parcial con adolescentes conflictivos en Nueva York. Después enseñó en Rutgers University, New York University, Brooklyn College y Hunter College y más recientemente en la DePaul University de Chicago, en la cual no fue designado titular debido al fuerte cabildeo de grupos de presión proisraelíes.
En una entrevista publicada el 16 de septiembre de 2007 comparó su caso a los de Juan Cole (de la universidad de Yale), de Joseph A. Massad (de Nadi Abu el-Haj) y el de Rashid Khalidi. Afirma que el lobby proIsrael, es uno de los más poderosos en Estados Unidos.

### Puntos de vista políticos
Finkelstein es conocido por sus escritos, en los que mantiene un punto de vista crítico sobre el papel de Israel en el Conflicto árabe-israelí, y por su tesis de que el Holocausto está siendo explotado por fines políticos proisraelíes y para financiar a los actores políticos en desmedro de los verdaderos sobrevivientes (véase La industria del Holocausto).
Se autodescribe como «académico forense». Los autores cuyos libros ha examinado críticamente Finkelstein, como Benny Morris,
Daniel Jonah Goldhagen y Alan Dershowitz, le han acusado a su vez de haber malinterpretado sus libros y haberlos sacado de contexto.[cita requerida]

### Apoyo y oposición a su práctica académica
El trabajo de Finkelstein ha atraído a gran número de partidarios y opositores en el amplio espectro del quehacer político.

#### Apoyos
Algunos partidarios de Finkelstein son Noam Chomsky, lingüista y analista político, Raul Hilberg, historiador del Holocausto; Avi Shlaim, historiador británico-israelí; y Mouin Rabbani, jurista palestino y analista. De acuerdo a Hilberg, Finkelstein muestra «coraje académico para hablar con la verdad aun cuando nadie le apoye... Podría asegurar que su lugar en la historia está asegurado, y es de los que al final siempre triunfan, estará entre los triunfadores a pesar del gran costo que le significará».

#### Crítica
La crítica le ha llegado a Finkelstein desde muchos ángulos, recibiendo incluso acusaciones de antisemitismo. Los primeros vinieron de aquellos cuyos trabajos discutió Finkelstein. Daniel Goldhagen, cuyo libro Hitler's Willing Executioners Finkelstein había criticado, afirmó que su erudición tenía «todo que ver con su agenda política altamente explosiva». Asimismo, Alan Dershowitz, cuyo libro The Case for Israel y la respuesta de Finkelstein, Beyond Chutzpah han sido elevados a la categoría de enfrentamiento personal, ha denunciado la complicidad de Finkelstein en una presunta conspiración contra los académicos proisraelíes: «El modo de ataque es consistente. Chomsky selecciona el blanco y dirige a Finkelstein para probarlo en una minuta detallada, concluyendo que el escritor no ha escrito el texto, ya que es un plagio, que es un engaño o un fraude», arguyendo que Finkelstein ha elevado cargos contra muchos académicos, llamado al menos a diez «distinguidos judíos 'guionistas de televisión', 'mitómanos' (sic), 'ladrones', 'extorsionistas', o algo peor». Otras críticas le han llegado de historiadores y académicos como Benny Morris (líder no oficial del movimiento israelí Nuevos Historiadores), Peter Novick, y Marc Saperstein, quienes criticaron sus métodos y su forma de hacer historia.[cita requerida] Por ejemplo el historiador Omer Bartov llama a su trabajo «hipérbole tubular... llenando hechos históricos con indiferencia, contradicciones, estridencias políticas y contextualizaciones dudosas».

## Controversia
En una decisión que generó una amplia controversia, Finkelstein fue excluido de la titularidad en DePaul en junio de 2007 y trasladado a cargos administrativos para el año académico 2007-2008, mientras sus tres cursos eran cancelados. Afirmó que se declararía en desobediencia civil «si se perpetuaban los intentos por alejarlo de sus estudiantes». El 5 de septiembre de 2007 anunció su renuncia a la Universidad bajo términos que no han trascendido.

## Incidente
En una conferencia en la Universidad de Waterloo, Norman Finkelstein criticó duramente a una estudiante que le acusó de ofender los sentimientos del público.

## Publicaciones
- 1984: Norman Finkelstein on From Time Immemorial.
- 1995; 2001; 2003: Image and Reality of the Israel-Palestine Conflict, ISBN 1-85984-442-1.
- 1996: The Rise and Fall of Palestine: A Personal Account of the Intifada Years. Minneapolis: U. of Minnesota Press, ISBN 0-8166-2859-9.
- 1998: A Nation on Trial: The Goldhagen Thesis and Historical Truth (coautor con Ruth Bettina Birn), Henry Holt and Co., ISBN 0-8050-5872-9.
- 2000; 2001; 2003: La industria del Holocausto, Verso, ISBN 1-85984-488-X.
- 2005: Beyond Chutzpah: On the Misuse of Anti-Semitism and the Abuse of History. U. of California Press, ISBN 0-520-24598-9.
- 2010: This Time We Went Too Far: Truth and Consequences of the Gaza Invasion. OR Books, New York, ISBN 978-1-935928-43-0.
- 2011: Goldstone Recants. Richard Goldstone renews Israel’s license to kill, OR Books, New York, ISBN 978-1-935928-51-5.
- 2012: Knowing Too Much: Why the American Jewish Romance with Israel is Coming to an End, OR Books, New York, ISBN 978-1-935928-77-5.
- 2012: What Gandhi Says About Nonviolence, Resistance and Courage, OR Books, New York, ISBN 978-1-935928-79-9.
- 2014: "La industria del holocausto" Reflexiones sobre la explotación del sufrimiento judío. ISBN: 978-84-460-3928-0

## Artículos y traducciones
- Traductor de The Future of Maoism, Samir Amin. The Monthly Review.
- Contribuye en la traducción de Blaming the Victims: Spurious Scholarship and the Palestinian Question. Ed. Edward W. Said y Christopher Hitchens. Verso Press, 1988. ISBN 0-86091-887-4. Capítulo segundo, parte primera: «Disinformation and the Palestine Question: The Not-So-Strange Case of Joan Peter's "From Time Immemorial"».
- Contribuyó a traducir The Politics of Anti-Semitism. Ed. Alexander Cockburn and Jeffrey St. Clair. AK Press, 2001. ISBN 1-902593-77-4.
- Contribuye a traducir Palestinian Refugees: The Right of Return. Ed. Naseer Aruri. Pluto Press, 2001. ISBN 0-7453-1776-6.
- contribuye a traducir Radicals, Rabbis and Peacemakers: Conversations with Jewish Critics of Israel, de Seth Farber. Common Courage Press, 2005. ISBN 1-56751-326-3.

## Entrevistas
- De Martis, Giovanni. Entrevista a Norman G. Finkelstein acerca de La industria del Holocausto publicado en Olokaustos.org. n.d.
- De Ramón Pedregal Casanova y Alejandro Pedregal. Entrevista de Norman G. Finkelstein sobre la solución del conflicto palestino-israelí.

## Otros artículos

### Críticas de libros
- Blokker, Bas. English translation of Dutch review Beyond Chutzpah. NRC Handelsblad, 24 de febrero de 2006
- Pappe, Ilan. Peligros de la Ocupación. Beyond Chutzpah. Bookforum, febrero/marzo de 2006
- De Zayas, Alfred. Against Brazenness: The discourse on the Israel-Palestine Conflict Requires Intellectual Honesty. Beyond Chutzpah.
- Merkley, Paul Charles. Estos cerdos sobre la faz de la Tierra: las críticas más virulentas a Israel. Beyond Chutzpah. Christianity Today, enero/febrero de 2006
- Desch, Michael C. The Chutzpah of Alan Dershowitz. Beyond Chutzpah. The American Conservative, 5 de diciembre de 2005
- Goldberger, Ernest. Traducción al inglés de un artículo en alemán, Beyond Chutzpah. Neue Zürcher Zeitung, 10 de diciembre de 2005
- Marqusee, Mike. Israel, fraud and chutzpah. Beyond Chutzpah. Red Pepper, enero de 2006
- Prashad, Vijay. Z magazine reviews Beyond Chutzpah. Beyond Chutzpah. Z Magazine, noviembre de 2005, volumen 18, número 11
- McCarthy, Conor. El caso contra Israel. (enlace roto disponible en Internet Archive; véase el historial, la primera versión y la última). Beyond Chutzpah. Village Magazine, Ireland, 17 de noviembre de 2005
- Gordon, Neve. Neve Gordon: Review of Norman Finkelstein's, Beyond Chutzpah. Beyond Chutzpah: Del ma uso y abuso del antisemitismo y su abuso en la historia, Norman G. Finkelstein. History News Network, 12 de octubre de 2005
- Nicolás, Rubén. El conflicto entre israelíes y palestinos sólo empeorará. Image and Reality of the Israel-Palestine Conflict, Norman G. Finkelstein. El Mundo, 23 de octubre de 2003
- Bartov, Omer. A Tale of Two Holocausts. Review of The Holocaust Industry, por Norman Finkelstein. New York Times Book Review, 6 de agosto de 2000.

### Perfiles bibliográficos
- Andreatta, David. «'Hate' Storm Looms». New York Post, 7 de marzo de 2006
- Aysha, Emad El-Din. «Something to 'Finkle' about!». Egyptian Mail, 16 de diciembre de 2005
- Garner, Mandy. «The Good Jewish Boys Go into Battle». Times Higher Education Supplement, 16 de diciembre de 2005
- Naparstek, Ben. «His Own Worst Enemy». The Jerusalem Post, 12 de diciembre de 2005
- Rayner, Jay. «Finkelstein's List». The Observer, 16 de julio de 2000
- Shelag, Yair. «The Finkelstein Polemic». Ha'aretz, 30 de marzo de 2001
- Discover the Networks. «Norman Finkelstein».